# Igor Jovićević
Igor Jovićević (ur. 30 listopada 1973 w Zagrzebiu, Jugosławia) – chorwacki piłkarz, grający na pozycji pomocnika.

## Kariera piłkarska

### Kariera klubowa
Wychowanek klubu Dinamo Zagrzeb. Utalentowanego piłkarza, którego nazywali następcą Zvonimira Bobana, zauważyli skauci Realu Madryt i piłkarz zgodził się na przejście. W królewskim klubie spędził 5 lat, ale nie potrafił przebić do gwiazdorskiego składu i występował przeważnie w drugiej drużynie - Real Madryt Castilla. Przeszkodziły mu w tym częste kontuzję oraz punkt w kontrakcie, zgodnie którego po debiucie w głównej drużynie klub musiałby dopłacać piłkarzowi premię w wysokości 1 mln dolarów. W 1996 powrócił do ojczyzny, gdzie został piłkarzem NK Zagreb. W 1999 przeszedł do japońskiego Yokohama Marinos, a w następnym sezonie do brazylijskiego Guarani FC. W roku 2001 występował najpierw w NK Zagreb, a potem we francuskim FC Metz. W 2003 wyjechał do Chin, gdzie bronił barw klubu Shenyang Jinde. W lutym 2003 podpisał kontrakt z Karpatami Lwów. 9 kwietnia 2003 zadebiutował w koszulce Karpat. W 2004 przeniósł się do chińskiego klubu Zuhai Anping, ale potem odniósł kontuzję kolana i był zmuszony zakończyć karierę piłkarską.

### Kariera reprezentacyjna
Występował w juniorskiej oraz młodzieżowej reprezentacji Jugosławii. W latach 1994–1995 bronił barw młodzieżowej reprezentacji Chorwacji. 11 czerwca 1995 w meczu z Ukrainą doznał kontuzji, po czym półtora roku nie grał.

## Kariera szkoleniowa
Po zakończeniu kariery piłkarskiej rozpoczął pracę szkoleniową. Na początku trenował drużynę dzieci do lat 12. Nuovo Andalucia występującej w regionalnych mistrzostwach. Oprócz tego prowadził własny biznes, posiadając dwa młodzieżowe centra rozrywkowe w hiszpańskim mieście Marbella oraz budując mieszkania w Czarnogórze. Latem 2007 prezes ukraińskich Karpat Petro Dyminski zaproponował mu stanięcie na czele szkółki piłkarskiej jego klubu. W październiku 2010 podpisał 5-letni kontrakt na stanowisko dyrektora sportowego Karpat Lwów. Potem prowadził juniorskie i młodzieżowe drużyny Karpat. Od 18 czerwca 2014 roku pełnił obowiązki głównego trenera lwowskiego klubu, a 1 września 2015 został mianowany na stanowisko głównego trenera, w którym pracował do wygaśnięcia kontraktu 1 stycznia 2016.